# 全羅斯大公
全羅斯大親王(Великий князь всей Руси)，經常約定俗成地翻譯為全罗斯大公，是俄罗斯历史上的一个君主称号。

## 历史
- 1169年，安德烈·博戈柳布斯基联合其他诸侯攻陷基辅，把城市洗劫一空，从此以后，基辅完全衰落。安德烈把王宫迁至科里亚济马河(Клязьма)畔的弗拉基米尔城，使其成为罗斯的政治和文化中心城市，并自称为全罗斯大公(Великий князь всей Руси)。
- 1242年，拔都建立金帐汗国（Золотая Орда），首都设在伏尔加河下游的萨莱（Сараи）。罗斯成为庞大的金帐汗帝国的西边国土。1243年王公雅罗斯拉夫二世·弗谢沃洛多维奇（Ярослав  Всеволодович，1191--1246），被授予“弗拉基米尔及全罗斯大公”（великий князь Владимирский и всея Руси）称号。
- 1325年伊凡一世为莫斯科大公，当时，弗拉基米尔大公国的特维尔公国大公亚历山大·米哈伊洛维奇(Александр Михайлович)是当时的全罗斯大公。1328—1340年伊凡一世为全罗斯大公（Иван Данилович Калита，？-1340），并得到为金帐汗征收贡税(дань)的特权。。
- 俄罗斯历史上第一位沙皇伊凡四世1575年封蒙古人西美昂·贝克布拉托维奇为“全罗斯大公”(Grand Prince of All Rus，拉攏他對抗克里米亞汗國)，西美昂·贝克布拉托维奇在11个月后又让位给伊凡四世。伊凡四世这么做可能是为了增加对各蒙古汗国统治的合法性，也可能是想表明自己是成吉思汗在欧洲和亚洲的帝国的正统继承人。从此全罗斯大公的称号退出历史舞台，沙皇成为拜占庭帝国和金帐汗国名义上的继承人。